# Distrito de Masma Chicche

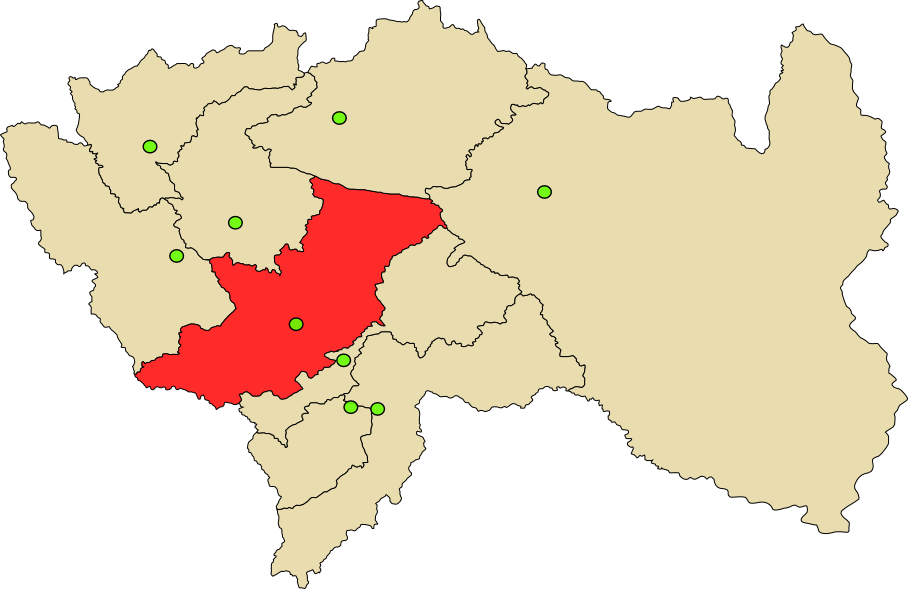
Provincia de Jauja en el Departamento de Junín

El Distrito de Masma Chicche es uno de los treinta y cuatro distritos que conforman la provincia de Jauja, ubicada en el Departamento de Junín, bajo la administración del Gobierno Regional de Junín, en la sierra central de Perú.
Dentro de la división eclesiástica de la Iglesia Católica del Perú, pertenece a la Vicaría IV de la Arquidiócesis de Huancayo

## Historia
El distrito fue creado mediante Ley N°. 14924 del 28 de febrero de 1964, en el primer gobierno del Presidente Fernando Belaúnde.

## Geografía
Tiene una extensión de 34,00 km² y 3 400 hectáreas una población aproximada de 1 000 habitantes (437 hombrees y 475 mujeres). Su capital es el centro poblado de Masma Chicche, situado a 3 650 m s. n. m.
Latitud: -11.7861
Longitud: -75.3817"
Latitud: 11° 47' 10'' Sur
Longitud: 75° 22' 54'' Oeste 

## Recursos turísticos
- Mirador el León Dormido (barrio 28 de febrero) [3]
- Árbol Patrimonial Guinda con más de 121 años de antigüedad [4]
- La Gruta de Walimachay [5]
- El Bosque de Puyas de Raimondi [6]
- El Bosque de Pinos de Torrepampa [7]
- Mirador de Rumichurco - Anexo de Ñuñunhuayo [8]

## División administrativa

### Centros poblados
- Urbanos
  - Masma Chicche, con 108 viviendas y 354 habitantes.
- Rurales
  - Progreso, con 54 viviendas y 240 habitantes.
  - Anexo de Ñuñunhuayo con 60 viviendas  y 300 habitantes

## Autoridades

### Municipales
- 2023 - 2026 [9]
  - Alcalde: Juan Ysidro Zarate Gabino
  - Caminemos Juntos por Junín
    - Regidores: Rubino Hemilio Millán Reyes, Elida Verónica Caballero Gago, Gilder Antonio Gonzales Chávez, Mirella Nancy Miguel Amaya, Roli Héctor Gago Figueroa
- 2015 - 2018[10]
  - Alcalde: Juan Peralta Fuentes

, Movimiento Juntos por Junín (N)  
- Regidores: Leduvino Glecerio Figueroa Zárate (N), Jorge Luis Chávez Vela (N), Kenia De La Cruz Torres (N), Atilio Ernesto Limaylla Gabino (N), Fidel Aquilino Gago Figueroa (Junín Emprendedores Rumbo al 21).

- 2011-2014[11][12]
  - Alcalde: Anselmo Yoni Gago Lino, de la Convergencia Regional Descentralista (CONREDES).
  - Regidores:  Gil Juan Vásquez Gavino (CONREDES), Francisco Benito Ramírez (CONREDES), Alipio Bernardo Limaylla Gabino (CONREDES), Yolanda Susy Gaspar Zárate (CONREDES), William Jines Gago Lino (Bloque Popular Junín).
- 2007 - 2010
  - Alcalde: Milagros Menéndez Yarasca

### Policiales
- Comisaría de Jauja
  - Comisario: Cmdte. PNP. Edson Hernán Cerrón Lazo.[13]

### Religiosas
- Arquidiócesis de Huancayo[14]
  - Arzobispo de Huancayo: Mons. Pedro Barreto Jimeno, SJ.
  - Vicario episcopal: Pbro. Hermann Josef Wendling SS.CC.
- Parroquia[15]
  - Párroco: Pbro. .

## Educación

### Instituciones educativas
- Javier Heraud

## Festividades
- 11 de abril: San Isidro.
- Mayo: Taita Paca.[16]
- Feria por día mundial del turismo